# Ostrovul Moldova Veche
Ostrovul Moldova Veche est une île fluviale de Roumanie située sur le Danube, à proximité de la ville de Moldova Nouă. 
L'île abrite notamment une colonie de chevaux sauvages et plus de 70 espèces d'oiseaux.
C'est une zone protégée incluse dans le Parc naturel des Portes de Fer.
Le point culminant de l'île est un monticule de terre qui, selon les légendes locales, est le tombeau d'Attila.